# بالمي
هي مدينة تقع في مقاطعة ريدجو كالابريا في إيطاليا.

## السياحة
واحدة من مناطق الجذب الرئيسي هي «صخرة الزيتون» وليست بعيده عن الشاطئ مارينيلا. في أحياء «ليدو دي بالمي» هناك مساحة من الأهمية الأثرية، التي تم العثور عليها مع ما تبقى من Taurianum.

## توأمة
لبالمي اتفاقيات توأمة مع كل من:
- فيتيربو
- نولا